# Ramón Vargas
Ramón Vargas (Ciudad de México, 11 de septiembre de 1960) es un tenor mexicano, uno de los tenores líricos más activos en la ópera internacional de hoy día. Ganó en 1982 el primer lugar del concurso de canto "Carlo Morelli" y debutó en 1982. En 1983 con la ópera Falstaff de Verdi debuta en el palacio de Bellas Artes en la Ciudad de México, fue aclamado como una de las mejores voces operísticas de su tiempo, quizá el de mayor equilibrio en cuanto a belleza y técnica vocal de la época, invitado a formar parte de cuadros operísticos en teatros de Europa, Estados Unidos, Canadá, América Latina y Japón, en que ha grabado varios discos.
Su interpretación de las canciones de Agustín Lara lo han hecho especialmente famoso dentro de su país natal, lo mismo que en España y Colombia.
Realizó el recital de reapertura de la Sala Nezahualcóyotl en el Centro Cultural Universitario de la UNAM en abril de 2010 acompañado por la orquesta filarmónica de la misma institución.

## Trayectoria
- Solista en el coro de Infantes de la Basílica de Guadalupe, México, bajo la dirección del Padre Xavier González Tescucano, a instancias de este mismo músico, estudió en el Instituto de Liturgia, Música y Arte Cardenal Miranda. Fue alumno de canto de Antonio López y Ricardo Sánchez. Hace años, estando en lo más alto de su carrera, en una entrevista para la TV Mexicana, el artista recordó que en su primer contacto con ese coro infantil su director afirmó que el niño no tenía habilidades para cantar y no permitió que ingresara al coro.
- En 1982 debutó en Monterrey, México, en la obra Lo Speziale de Haydn.
- En 1983 actúa como Fenton en Falstaff (Verdi) y en el 84 como Don Ottavio en la ópera de Mozart Don Giovanni.
- En 1986 se traslada a Austria para completar sus estudios con Leo Müller en la Ópera Estatal de Viena, participando en varias obras.
- En 1988 entra en la compañía del Teatro de Lucerna (Suiza), donde interpreta varios papeles de importancia.
- En 1990 decide actuar como independiente, presentándose en teatros y festivales internacionales de renombre con diversas interpretaciones. El mismo año comienza a estudiar con Rodolfo Celletti.
- En 1992 actúa en el MET de Nueva York en sustitución de Luciano Pavarotti, lo que supone su debut internacional.
- Al año siguiente actúa en La Scala de Milán con motivo del centenario de Falstaff.
- Entre sus actuaciones más conocidas figuran el recital que ofreció en La Scala en 1998 con canciones clásicas y su participación en el homenaje a Giuseppe Verdi, dado en Milán con motivo del centenario de su muerte el 27 de enero de 2001, en donde cantó su Réquiem con Riccardo Muti.

## Repertorio[2]
Ha interpretado medio centenar de papeles en óperas, principalmente de Mozart, Rossini, Donizetti, Bellini, Verdi, Massenet, Offenbach, Chaikovski, Stravinski, Puccini y Gounod.
| - Mozart: - La clemenza di Tito - (Tito) - Idomeneo - (Idiamante, Idomeneo) - Die Zauberflöte - (Tamino) - Don Giovanni - (Don Ottavio) - Rossini: - Maometto II - (Paolo Eriso) - Il turco in Italia - (Don Narciso) - Il viaggio a Reims - (Belfiore) - La Cenerentola - (Don Ramiro) - Il barbiere di Siviglia - (Conde Almaviva) - Tancredi - (Agirio) - Adina - (Ali) - Donizetti: - L'elisir d'amore - (Nemorino) - Lucia di Lammermoor - (Edgardo) - Roberto Devereux - (Roberto Devereux) - La favorita - (Fernando) - Maria Stuarda - (Leicester) - Bellini: - I Capuleti e i Montecchi - (Teobaldo) | - Verdi: - Don Carlo - (Don Carlo) - La Traviata - (Alfredo) - Rigoletto - (Duque de Mantua) - Un ballo in maschera - (Riccardo) - Falstaff - (Fenton) - Massenet: - Werther - (Werther) - Offenbach: - Les Contes d'Hoffmann - (Hoffmann) - Chaikovski: - Eugenio Oneguin - (Lensky) - Stravinski: - The Rake's Progress - Puccini: - La Bohème - Gounod: - Fausto - (Fausto) |

También ofrece recitales de canciones clásicas italiana, alemana y francesa, así como la española de los siglos XIX y XX y canciones populares mexicanas.

## Discografía
- Navidad desde México. (1996) Orquesta filarmónica latinoamericana, Dir. Enrique Barrios.

Óperas completas
- Rossini: Il barbiere di Siviglia, La scala di seta, Tancredi, Maometto II y Il Turco in Italia.
- Donizetti: La Favorite.
- Bellini: Zaira, I Capuleti e i Montecchi.
- Verdi: Falstaff y Alzira.
- Massenet: Werther.
- Granados: Goyescas.

Recitales
- De arias de ópera, canciones navideñas, y canciones populares italianas y mexicanas.

Tema de película
- Possession.

## Galardones
- Primer premio en el Concurso Nacional "Carlo Morelli", en 1982.
- Primer premio en el Concurso "Enrico Caruso" para tenores en Milán, Italia (1986).
- Premio "Lauri-Volpi" otorgado al mejor cantante de ópera de la temporada 1993 en Italia.
- Premio "Gino Tani" que le asignó por unanimidad la crítica italiana en 1995.
- "Artista del Año", concedido por Opera Now, (Inglaterra), en el 2000.
- Premio "Echo Klassik" al "Mejor Cantante del Año" otorgado por la Academia Fonográfica Alemana en 2001.
- La revista Festspiele Magazin lo ha colocado en el primer lugar de los tenores, a nivel mundial, en cuatro ocasiones.
- El Gobierno de Austria lo condecora (junio de 2008) con el título "Kammersänger"